# Кузнецов, Григорий Матвеевич
Григорий Матвеевич Кузнецов (1913—1977) — старший сержант Рабоче-крестьянской Красной Армии, участник Великой Отечественной войны, Герой Советского Союза (1943).

## Биография
Родился 14 октября 1913 года в селе Кочкурово (ныне — Починковский район Нижегородской области).
Окончил семь классов школы, после чего работал плотником в колхозе. В 1931—1936 годах жил в Горьком, работал на Горьковском автомобильном заводе. Позднее вернулся на родину, работал бригадиром в колхозе. В июне 1939 года Кузнецов был призван на службу в Рабоче-крестьянскую Красную Армию. Окончил курсы санинструкторов. Участвовал в боях советско-финской войны. Осенью 1940 года был демобилизован. В 1941 году Кузнецов повторно был призван в армию. С того же года — на фронтах Великой Отечественной войны. За время своего участия в боях Кузнецов лично вынес с поля боя 134 раненных. Участвовал в Курской битве.
К сентябрю 1943 года гвардии старший сержант Григорий Кузнецов командовал отделением 8-го гвардейского отдельного разведывательного батальона 7-го гвардейского танкового корпуса 3-й гвардейской танковой армии Воронежского фронта. В ночь с 21 на 22 сентября 1943 года Кузнецов, находясь в составе разведгруппы, переправился через Днепр в районе села Трахтемиров Каневского района Черкасской области Украинской ССР и провёл разведку вражеских войск, после чего захватил плацдарм на западном берегу реки, удерживая его до подхода основных сил.
Указом Президиума Верховного Совета СССР от 23 октября 1943 года за «образцовое выполнение боевых заданий командования на фронте борьбы с немецкими захватчиками и проявленные при этом мужество и героизм» гвардии старший сержант Григорий Кузнецов был удостоен высокого звания Героя Советского Союза с вручением ордена Ленина и медали «Золотая Звезда» за номером 3507.
В ноябре 1943 года Кузнецов был тяжело ранен и после долгого лечения в госпитале демобилизован. Вернулся в Горьковскую область, работал на административных должностях. Последние годы жизни провёл в Горьком.
Скончался 13 августа 1977 года, похоронен на Сортировочном кладбище Нижнего Новгорода.
Был также награждён рядом медалей.